# 卡普韦林
卡普韦林（INN：Capravirine），或译卡拉韦林、卡帕韦林，是一种非核苷逆转录酶抑制剂，在辉瑞公司停止开发前已进入II期试验。进行的两项IIb期试验均未能证明卡普韦林治疗比现有的三药HIV疗法具有任何显着优势，并且药理学研究表明卡普韦林可能与其他HIV药物产生相互作用。